# Jade Fraser
Jade Fraser (Mexikóváros, 1993. január 8. –) mexikói színésznő.

## Élete és pályafutása
Mexikóban született.
Karrierjét 2010-ben kezdte a Niña de mi corazón című sorozatban, ahol Ximena Arrioja szerepét játszotta. 2012-ben megkapta Sabrina Tovar szerepét a Bűnös vágyak című telenovellában. Ugyanebben az évben szerepelt a Como dice el dicho című sorozatban. 2013-ban a Por siempre mi amorban Ileana szerepét játszotta. 2014-ben szerepet kapott a Hasta el fin del mundo című telenovellában Miguel Martínez mellett.

## Filmográfia
| Év        | Eredeti Cím            | Cím               | Szerep                 |
| --------- | ---------------------- | ----------------- | ---------------------- |
| 2010      | Niña de mi corazón     |                   | Ximena Arrioja Alarcón |
| 2012      | Abismo de pasión       | Bűnös vágyak      | Sabrina Tovar          |
| 2012      | Como dice el dicho     |                   | Miriam                 |
| 2013      | Amores verdaderos      | Rabok és szeretők |                        |
| 2013      | Como dice el dicho     |                   | Cata                   |
| 2013-2014 | Por siempre mi amor    |                   | Ileana                 |
| 2014      | Hasta el fin del mundo |                   | Daniela Ripoll Bandy   |